# Krutî, Nijîn
Krutî (în ucraineană Крути) este localitatea de reședință a comunei Krutî din raionul Nijîn, regiunea Cernihiv, Ucraina.

## Demografie
Componența lingvistică a localității Krutî
     Ucraineană (98,35%)
     Rusă (1,5%)
     Alte limbi (0,08%)
Conform recensământului din 2001, majoritatea populației localității Krutî era vorbitoare de ucraineană (98,35%), existând în minoritate și vorbitori de rusă (1,5%).